# NTTパーソナル
NTTパーソナルは、過去に存在したPHS事業者で「エヌ・ティ・ティ中央パーソナル通信網株式会社」を初めとするグループ会社の総称、もしくは提供していたPHSサービスの名称である。かつて北海道・東北・中央・東海・北陸・関西・中国・四国・九州の総計9社の地域会社が存在した。

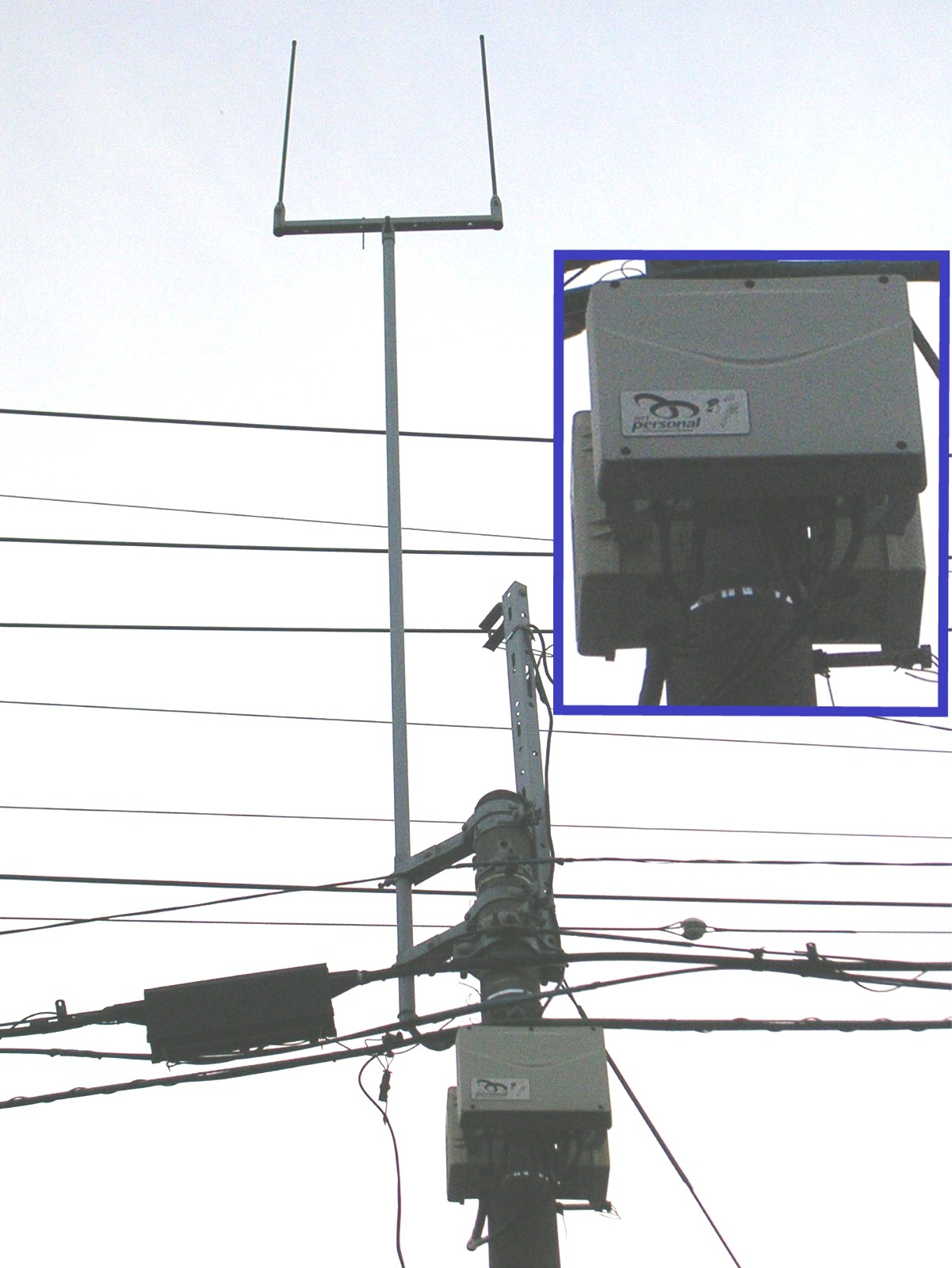
NTTパーソナル基地局

## 概要
サービス開始時、とんねるずの「みんなを電話にする会社」のキャッチコピーで話題になった。
後に各地域のNTTドコモグループ各社が、旧NTTパーソナル移動通信網のPHS事業を継承した。継承後についてはドコモPHSを確認の事。

## 略歴
- 1994年に、各地区のNTTドコモと、分社化前のNTTとが出資して、パーソナル地域各社設立。
- 1995年7月1日　エヌ・ティ・ティ北海道パーソナル通信網およびエヌ・ティ・ティ中央パーソナル通信網を皮切りにPHSサービス開始。
- 1995年10月1日　北海道・中央を除く各地域会社PHSサービス開始。
- 1998年12月1日付けで、エヌ・ティ・ティ移動通信網（現：NTTドコモ）をはじめとするNTTドコモグループ各地域会社にPHS事業を譲渡し、その後NTTパーソナル各社は清算された。
- 2008年1月7日付けで、NTTドコモグループによるPHS事業が終了。

## 地域会社と担当区域
- エヌ・ティ・ティ北海道パーソナル通信網

担当区域:北海道
- エヌ・ティ・ティ東北パーソナル通信網

担当区域:青森・秋田・岩手・宮城・山形・福島
- エヌ・ティ・ティ中央パーソナル通信網

担当区域:茨城・栃木・群馬・埼玉・東京・神奈川・千葉・山梨・長野・新潟
- エヌ・ティ・ティ東海パーソナル通信網

担当区域:愛知・静岡・岐阜・三重
- エヌ・ティ・ティ北陸パーソナル通信網

担当区域:石川・富山・福井
- エヌ・ティ・ティ関西パーソナル通信網

担当区域:大阪・滋賀・奈良・京都・兵庫・和歌山
- エヌ・ティ・ティ中国パーソナル通信網

担当区域:鳥取・島根・岡山・広島・山口
- エヌ・ティ・ティ四国パーソナル通信網

担当区域:愛媛・香川・徳島・高知
- エヌ・ティ・ティ九州パーソナル通信網

担当区域:福岡・佐賀・長崎・熊本・大分・宮崎・鹿児島・沖縄
※ドコモグループ、旧ディーディーアイポケット電話グループ9社と同じ区域割だった。
※四国パーソナル通信網の本社は、エヌ・ティ・ティ・ドコモ四国の本社のある高松市ではなく、NTT四国支社がある松山市にあった。

## メーカー名
基本的に、携帯電話と同じだが、ソニーなどイニシャルが重複する会社あるいは携帯電話で2文字となっている会社は別の略号になっている。携帯電話は供給せずPHSのみ供給していたメーカーも存在する（日立・ユニデン）。
- D（三菱電機）
- H（日立製作所）
- M（モトローラ）
- N（日本電気、現在はNECモバイルコミュニケーションズの事業）
- P（松下通信工業、現パナソニック モバイルコミュニケーションズ）
- S（シャープ）
- T（東芝、現在は富士通モバイルコミュニケーションズの事業）
- U（ユニデン）
- Y（ソニー、現在はソニーモバイルコミュニケーションズの事業）※

## 通信端末
NTTパーソナルより発売された機種のみ記述する。

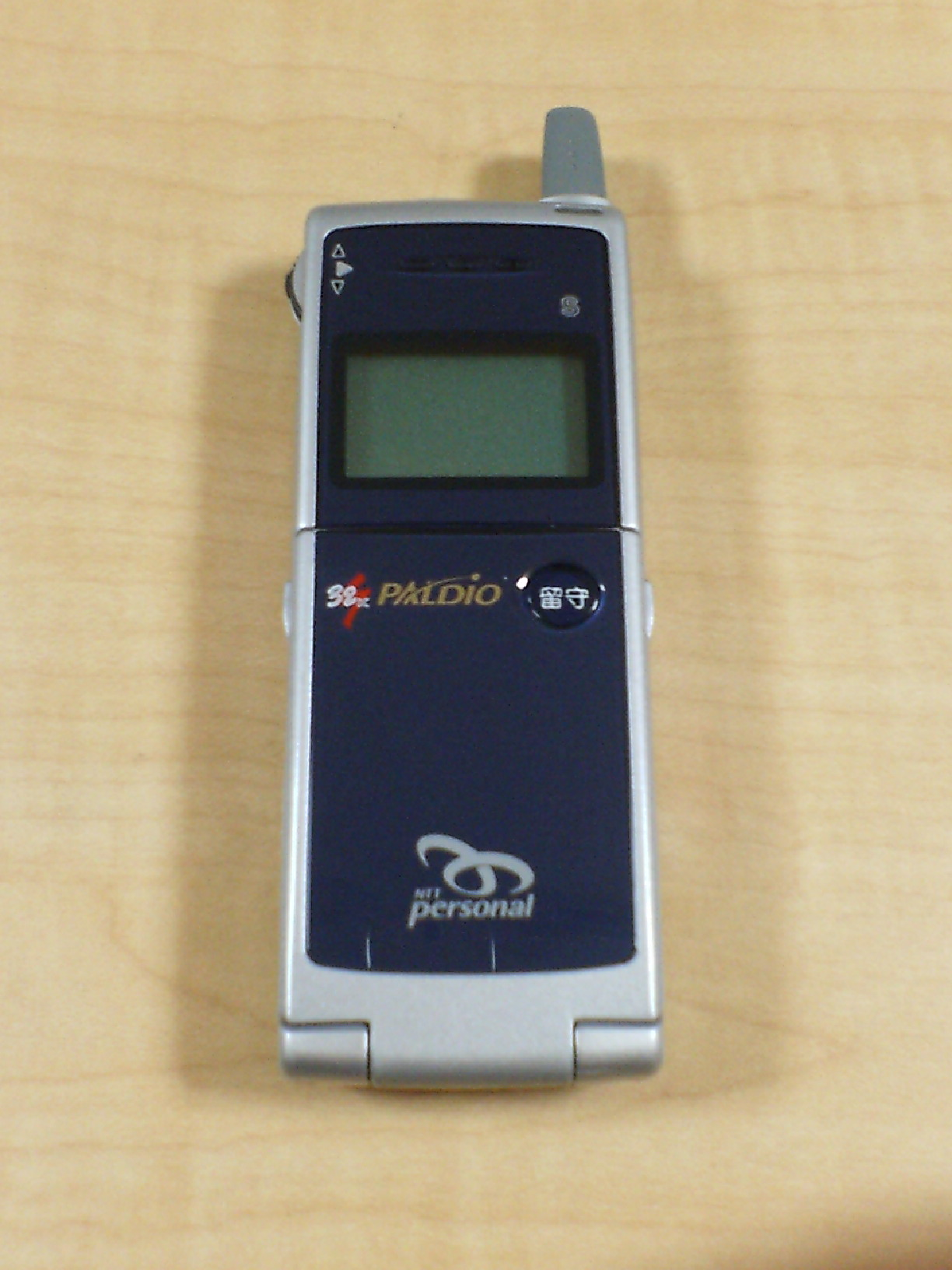
312SBlue

### 1995年
101N
1995年7月発売。120g。
101S
1995年7月発売。160g。
101Y
1995年7月発売。190g。
(グッドデザイン賞受賞、折りたたみ式を採用し、乾電池を電源とすることも可能)
101P
1995年7月発売。115g。
101H
1995年7月発売。180g。
102N
1995年10月発売。135g。
102Y
1995年12月発売。160g。
102P
1995年12月発売。120g。
102H
1995年12月発売。180g。

### 1996年
201S
1996年2月発売。95g。
101U
1996年2月発売。120g。
202S
1996年4月発売。92g。
201P
1996年4月発売。89g。
103P　P×P
1996年5月発売。140g。ポケベルとの複合端末。
301S
1996年9月発売。105g。
201D
1996年10月発売。91g。
201N
1996年11月発売。99g。
203S
1996年11月発売。95g。
302S
1996年11月発売。105g。
102U
1996年11月発売。120g。
201T
1996年11月発売。81g。

### 1997年
311S
1997年1月発売。106g。
312S
1997年3月発売。80g。
313S
1997年3月発売。80g。
201U
1997年3月発売。97g。
311P
1997年3月発売。77g。
311N
1997年5月発売。99g。
411P　P×P
1997年6月発売。105g。ポケベルとの複合端末。
321S
1997年7月発売。140g。フリップがPCカードになっており、カバーを外してデータ通信カードとして使うことができる。
311T
1997年7月発売。87g。
312D
1997年8月発売。84g。
314S
1997年11月発売。77g。
315S
1997年11月発売。80g。
313P
1997年11月発売。72g。

### 1998年
311M

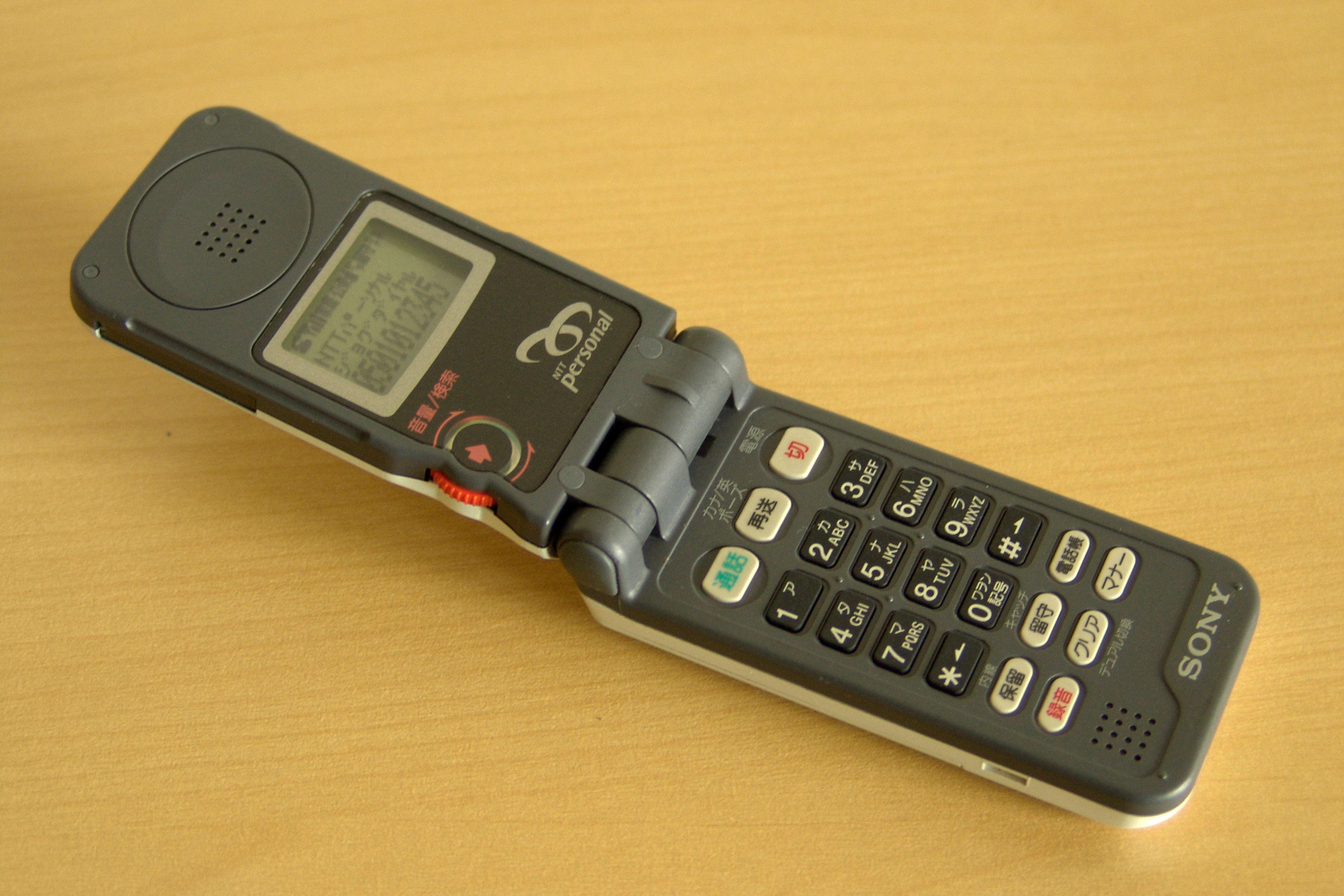
311Y

1998年1月発売。79g。当時はまだ珍しい二つ折り。ネックストラップが標準でついてきた。
316S
1998年1月発売。82g。本体がドラえもんの形をした「ドラえホン」。
317S
1998年2月発売。77g。
551S
1998年2月発売。137g。
311Y
1998年2月発売。86g。
315P
1998年3月発売。72g。
331S
1998年5月発売。81g。
331N
1998年6月発売。74g。
331P
1998年6月発売。71g。
341S
1998年5月発売。112g。フリップがコンパクトフラッシュ型になっており、カバーを外すとデータ通信カードとして使うことができる。
331T
1998年7月発売。68g。

## 当時のCMキャラクター
- NTTパーソナル北海道・中央・北陸：とんねるず→萩原健一&木村佳乃→滝沢秀明
- NTTパーソナル東北：とんねるず→木村佳乃→遠藤久美子
- NTTパーソナル東海：飯島愛→サニーパワーズ（オリジナル3Dバーチャルキャラ）
- NTTパーソナル関西：福井敏雄→島田紳助、吹石一恵、たいぞう→L'Arc〜en〜Ciel
- NTTパーソナル中国：とんねるず→加藤紀子→山田まりや
- NTTパーソナル九州：豊田麻里→ジャイアント馬場